# Nakamura Utaemon III

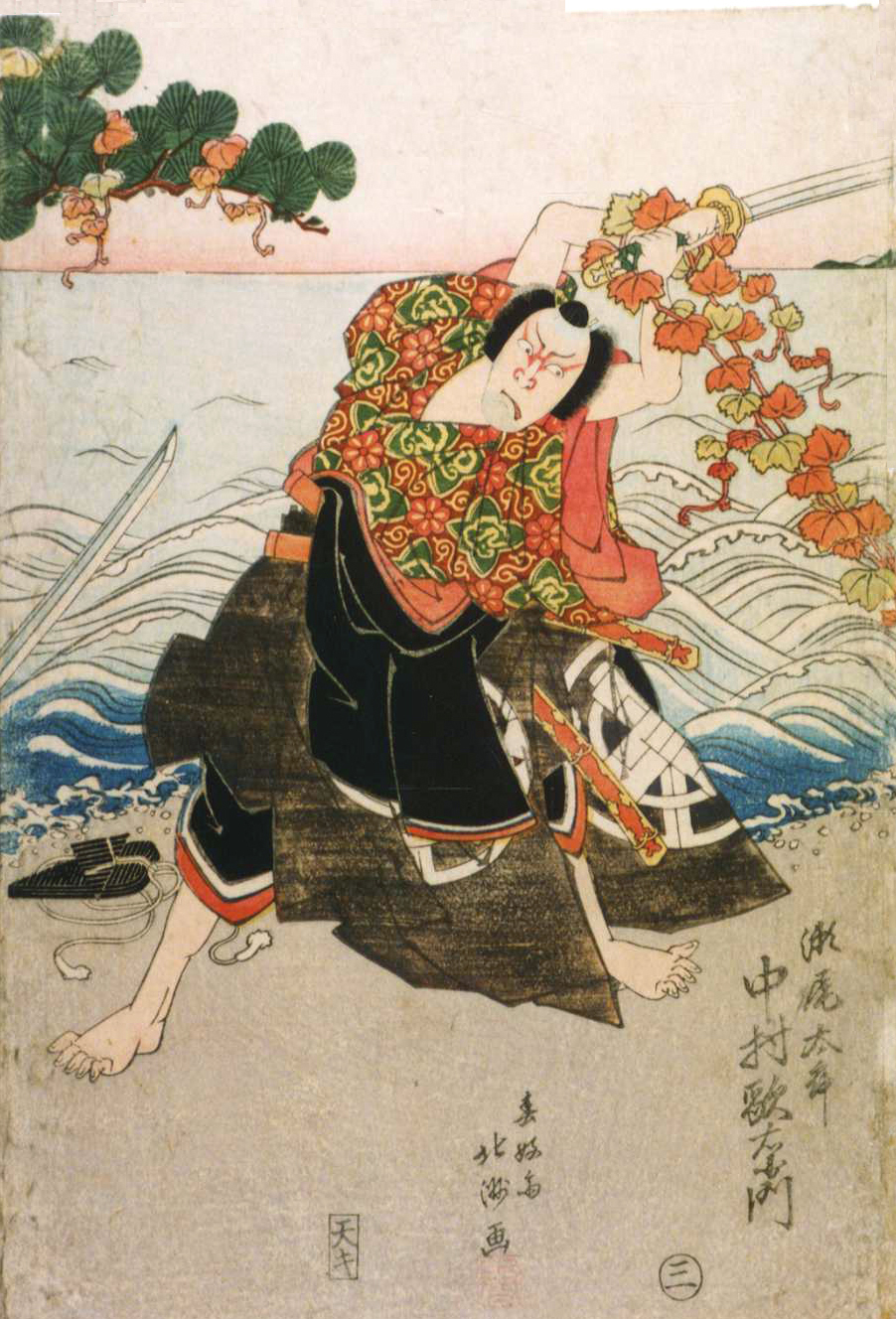
Nakamura Utaemon III dans le rôle de Seno-o no Tarō. Estampe ukiyo-e de Shunkōsai Hokushū, c. 1824.

Nakamura Utaemon III (中村歌右衛門), né le 31 mars 1778 – mort le 13 septembre 1838, est un comédien du théâtre kabuki, membre important d'une famille de comédiens originaires de la région de Keihanshin.

## Biographie
Nakamura Utaemon est un nom de scène porteur d'importantes connotations culturelles et historiques.
Utaemon III est le fils naturel de Nakamura Utaemon I. En 1782, son père accorde le nom Utaemon II à un de ses élèves préféré mais le nom est plus tard récupéré (ou abandonné) en 1790 puis transmis à son fils qui le conserve et le transmet plus tard à son propre fils qui est appelé Utaemon IV. Dans le monde conservateur du kabuki, les noms de scène sont transmis de père en fils dans un système formel qui convertit le nom de scène kabuki en une marque de réussite.

## Liste des acteurs portant le nom Nakamura Utaemon
- Nakamura Utaemon I (1714–1791) [2]
- Nakamura Utaemon II (1752-1798) [3]
- Nakamura Utaemon III (1778–1838) [1]
- Nakamura Utaemon IV (1798–1852) [1]
- Nakamura Utaemon V (1865–1940) [1]
- Nakamura Utaemon VI (1917–2001) [5].

Au cours d'une longue carrière, il a joué dans de nombreuses pièces du répertoire kabuki, interprétant entre autres le rôle de Seno-o no Tarō dans une production de Heike Nyōgo-ga-shima au mois de septembre 1824 au Sumi-za d'Osaka.

## Source de la traduction
- (en) Cet article est partiellement ou en totalité issu de l’article de Wikipédia en anglais intitulé « Nakamura Utaemon III » (voir la liste des auteurs).